# Rashidia perplexa
Rashidia perplexa är en insektsart som beskrevs av Boris Petrovich Uvarov 1933. Rashidia perplexa ingår i släktet Rashidia och familjen gräshoppor. Inga underarter finns listade i Catalogue of Life.